# Paraperithous indicus
Paraperithous indicus är en stekelart som beskrevs av Gupta och Tikar 1976. Paraperithous indicus ingår i släktet Paraperithous och familjen brokparasitsteklar. Utöver nominatformen finns också underarten P. i. sinensis.